# Johnny Hoe River
Der Johnny Hoe River ist ein etwa 263 km langer Zufluss des Großen Bärensees in den kanadischen Nordwest-Territorien.

## Verlauf
Der Johnny Hoe River hat seinen Ursprung im Seensystem des Lac Taché. Er fließt anfangs in westlicher Richtung, wendet sich dann aber etwa 10 km östlich des Keller Lake nach Norden. Er nimmt den Abfluss des Keller Lake auf, fließt östlich am Birch Lake vorbei, durchfließt den See Lac Ste. Thérèse und mündet schließlich mit mehreren Mündungsarmen in das Westende des McVikar Arms, einer Bucht im Süden des Großen Bärensees. Sein Einzugsgebiet von etwa 17.500 km² liegt in der Taigaebene. 

## Hydrologie
In den Jahren 1969–2024 wurden hydrologische Abflussdaten am Johnny Hoe River oberhalb des Lac Ste. Thérèse aufgezeichnet. Der mittlere Abfluss (MQ) beträgt 42,2 m³/s. Im Gegensatz zum benachbarten Camsell River liegen keine größeren Seen am Flusslauf des Johnny Hoe River, welche die Abflussspitzen des jährlichen Frühjahrshochwassers glätten könnten.

## Name
Der Flussname wurde 1944 offiziell vergeben.